# Maacoccus scolopiae
Maacoccus scolopiae är en insektsart som först beskrevs av Takahashi 1933.  Maacoccus scolopiae ingår i släktet Maacoccus och familjen skålsköldlöss.
Artens utbredningsområde är Taiwan. Inga underarter finns listade i Catalogue of Life.